# Chlamydodontida
Die Chlamydodontida sind eine Ordnung der Wimpertierchen, die sechs Familien mit über zwanzig Gattungen umfasst.

## Beschreibung
Die Chlamydodontida sind für Wimpertierchen klein bis groß und sind von der Rückseite zur Vorderseite hin abgeflacht. Sie leben meist freischwimmend, können sich aber mit Hilfe der vorderseitigen thigmotaktischen Bewimperung auf dem Untergrund verankern.
Somatische Kineten finden sich üblicherweise in zwei annähernd gleich großen Bereichen rechts und links einer mittig auf der Vorderseite gedachten Längsachse (mit Ausnahme der Vertreter der Kryoprorodontidae). Unbewimperte, haftende Abschnitte fehlen ebenso wie bewegliche Poditen.

## Systematik
Die Ordnung wurde 1976 von Gilbert Deroux erstbeschrieben, sie umfasst sechs Familien mit 23 Gattungen:
- Chlamydodontidae
- Chitonellidae
- Gastronautidae
- Kryoprorodontidae
- Chilodonellidae
- Lynchellidae

## Nachweise
Fußnoten direkt hinter einer Aussage belegen diese einzelne Aussage, Fußnoten direkt hinter einem Satzzeichen den gesamten vorangehenden Satz. Fußnoten hinter einer Leerstelle beziehen sich auf den kompletten vorangegangenen Text.
1. 1 2 3  Denis H. Lynn: The Ciliated Protozoa, S. 380, ISBN 978-1-4020-8238-2, 2010
2. ↑  Denis H. Lynn, Eugene B. Small: Ciliophora, Phyllopharyngea In: John J. Lee, G. F. Leedale, P. Bradbury (Hrsg.): An Illustrated Guide to the Protozoa. Band 2. Allen, Lawrence 2000, ISBN 1-891276-23-9, S. 503–504 (englisch).